# Вітославлиці

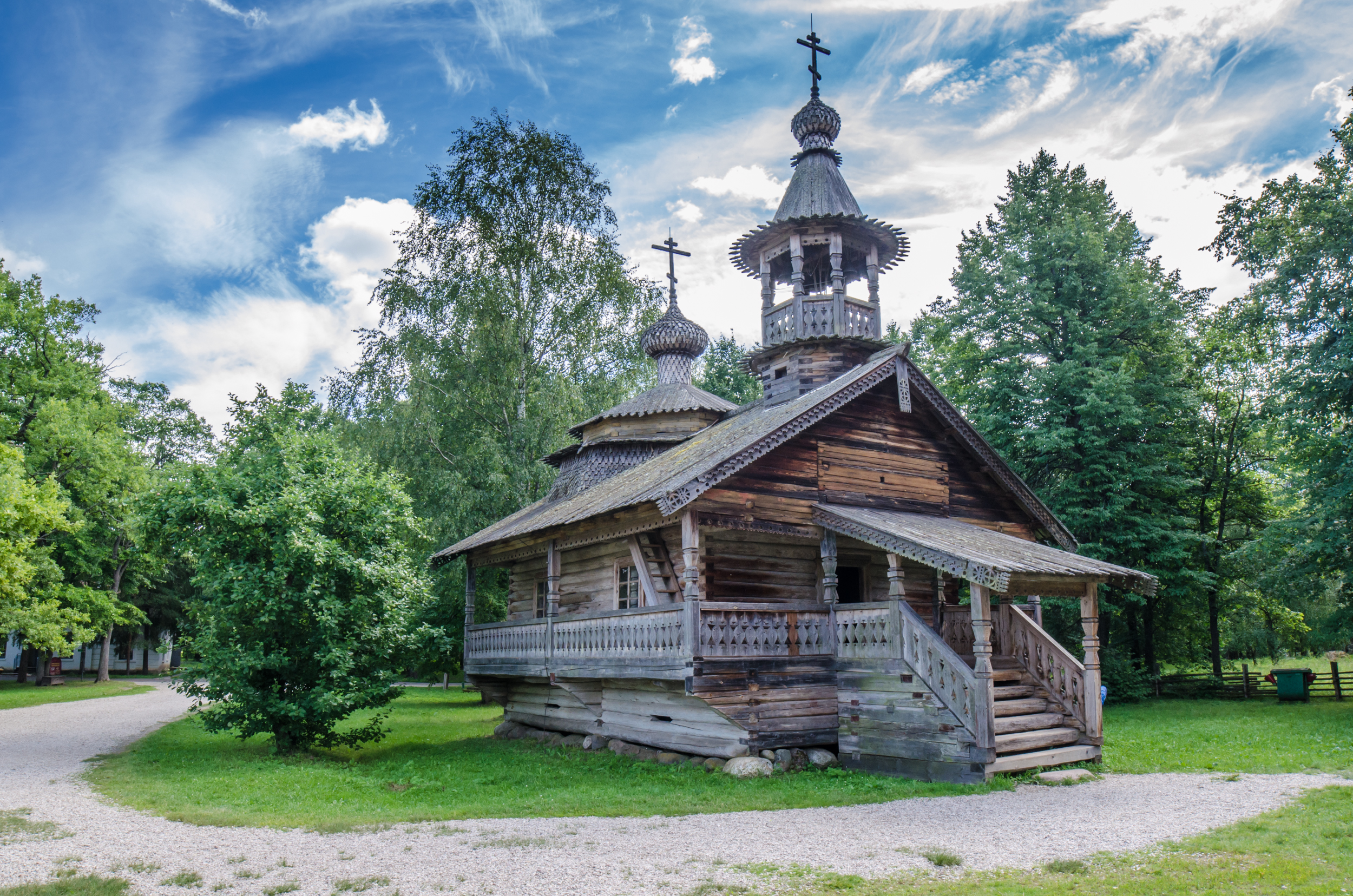

Вітославлиці (рос. Витославлицы) — музей народної дерев'яної архітектури Новгородської області, де експоновані пам'ятки світського та сакрального призначення. Розташований біля Юріївського монастиря, на південному березі озера М'ячино.

## Назва

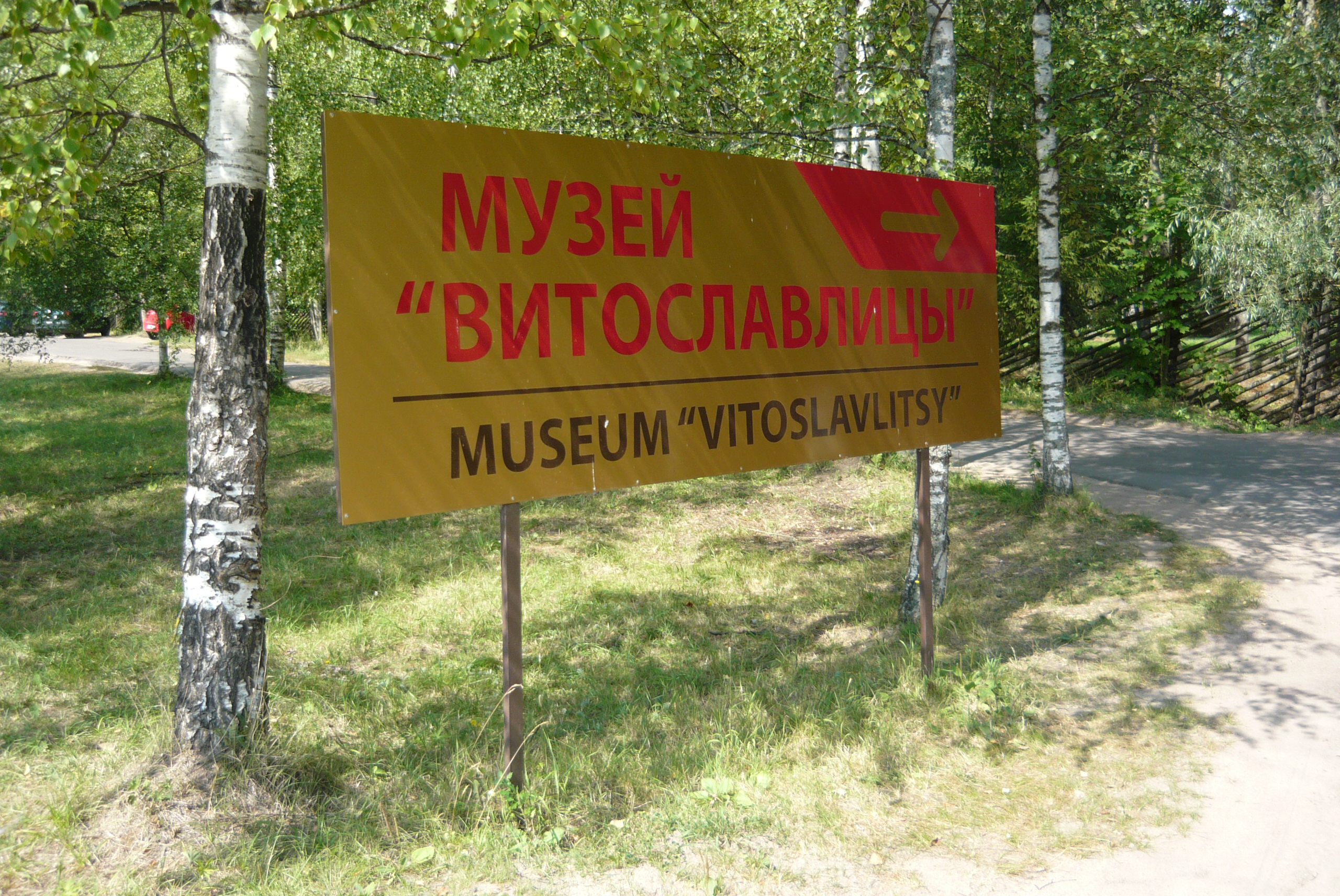

Як зазначили працівники музею, найбільш легким було надати назву новому музею. Саме тут існувало село з цією назвою до 18 ст. Початок сельця датують 11—12 століттями. Згодом, по побудові неподалік Пантелеймонівського монастиря, село відписали йому. На початку 19 ст. земля і поселення належали дочці графа Олексія Орлова, для якої був вибудований панський будинок-палац за проектом імператорського архітектора Карла Івановича Россі, збережений і донині. До Орлової землями та залишками споруд колишнього Пантелеймонівського монастиря володіла родина Семевських.

## Історія створення. Заснування

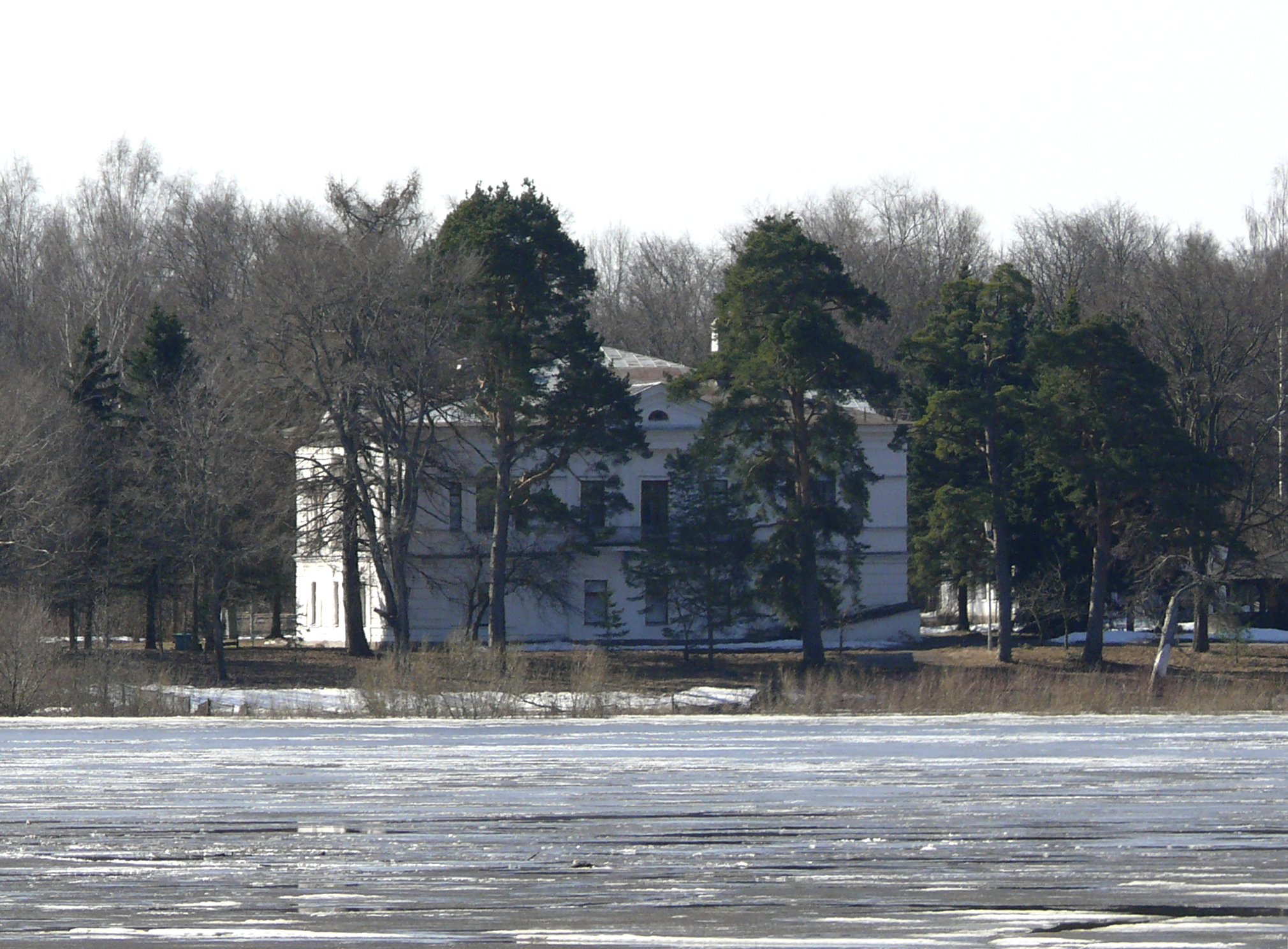
Колишній будинок-палац графині Орлової-Чесменської.

Роком відліку створення музею вважають 1964-й, коли були прийняті головні документи щодо створення музейного закладу в Великому Новгороді. До створення музею фахівців спонукала загибель багатьох споруд дерев'яної архітектури Новгородської області, які неможливо було реставрувати чи зберегти на первісних місцях. Без догляду і в провінції пам'ятки світського і сакрального призначення некваліфіковано ремонтувалися, не зберігалися, міняли власників (що не сприяло збереженню), рубались на дрова, невпинно знищувались. Серед зниклих — церква Св. Духа в Городцях, церква Різдва в Ришеві, церква Туренського погосту і не одна сотня світських сільських комплексів. Адже в СРСР успішно виховали два покоління невігласів, байдужих і до власної історії, і до місцевих пам'яток. Вандали вночі спалили вщент розібраний вітряк навіть на території музею.
Досліди вже першого кандидата на перевезення були невтішні. Це була дерев'яна Успенська церква 16 ст, яка могла швидко зникнути. Восени 1964 р. її вже перевезли до майбутнього музею.

## Наукова концепція проекту

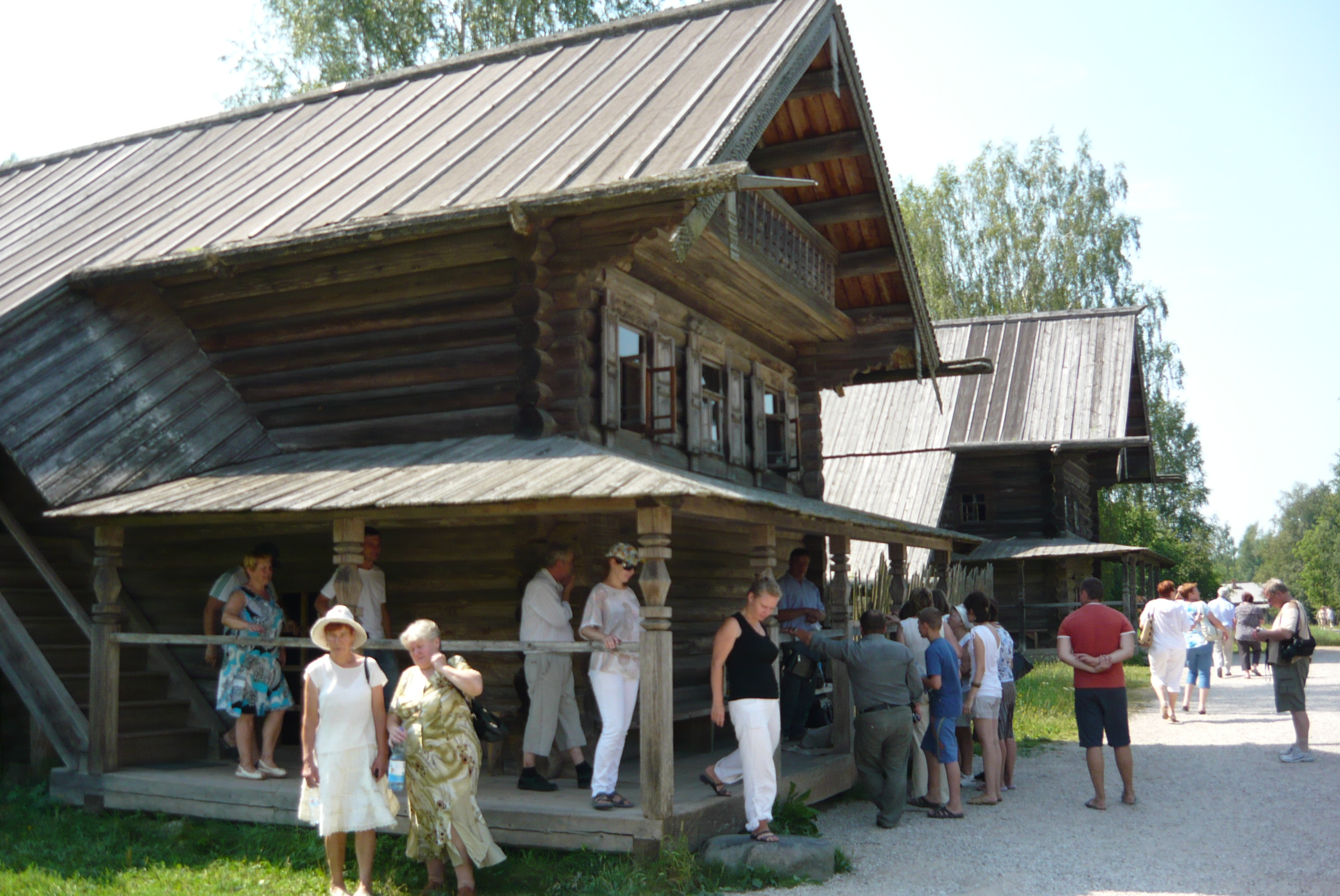

Так сталося, що не всі документи щодо музею існували, а вже почалася активна збиральницька (рятувальна) діяльність закладу. Проектування детального генплану музейних секторів запізнювалось щодо практичного його будівництва, тобто перенесення споруд в музей. Була створена наукова концепція розвитку закладу, де зазначили головні тези:
- Рятування науково важливих об'єктів.
- Не брати споруди зі значним впливом міської архітектури.
- Головне в музеї — селянські садиби, за можливості з усім комплексом господарських споруд.
- Вивезти в музей пам'ятки доби російського. феодалізму, відтворити в одному з секторів навіть старовинний цвинтар.
- Пізні нашарування важливих об'єктів видаляють, а пам'ятку реставрують лише за переконливого наукового обґрунтування.
- В розплануванні музею використати найдавніший тип феодального розпланування, тобто вільний, нерегулярний, тісно пов'язаний з ландшафтом.
- Всіляко сприяти ревіталізації споруд, відтворити сади, городи, влаштовувати свята, ярмарки, демонстрації різних ремесел, ігор, залучити музейну торгівлю тощо.
- Відтворити сільську забудову і сільські адміністративні і храмові центри, де головували сакральні споруди, не припиняти збори і перевезення дерев'яних каплиць, що масово знищувались на місцях.
- Генплан музею та його головні сектори переглядати і змінювати, доповнювати в процесі створення самого закладу.

Остання теза була надзвичайно важливою, бо наблизила створення музею дерев'яної архітектури в Вітославлицях до справжнього творчого акту просто неба.

## Головні сектори музею Вітославлиці

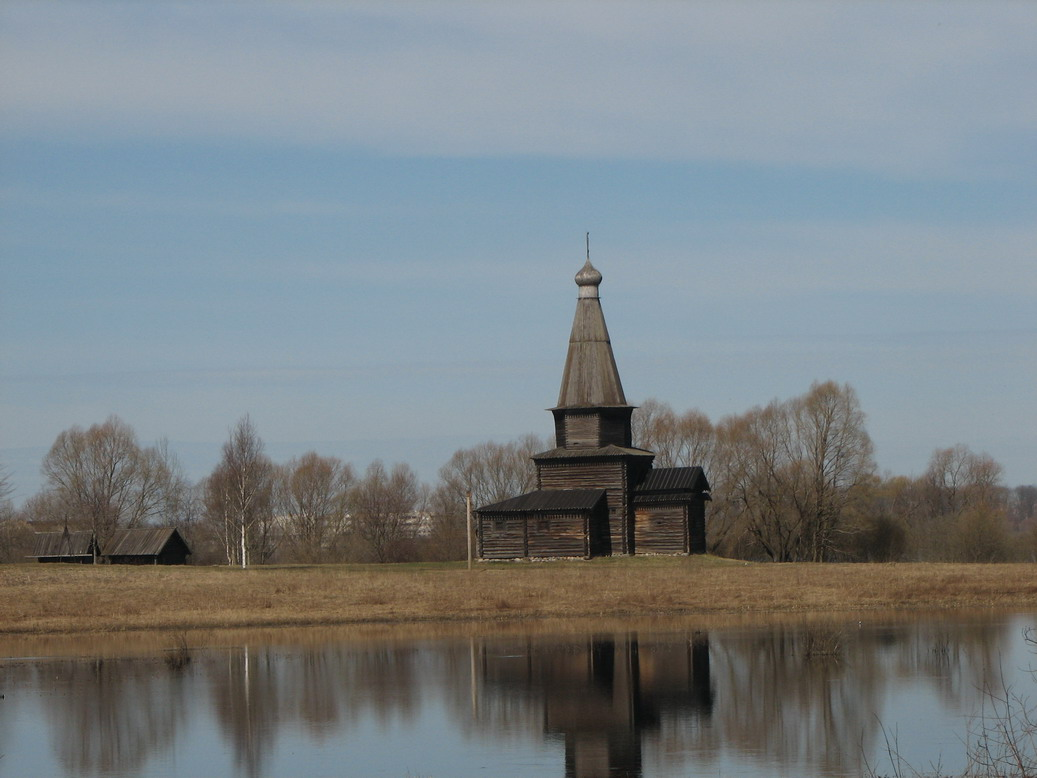
Шатрова церква Успіння Богородиці із села Куріцко, кінець 16 ст. Поозерський сектор

- Мстинський сектор (від назви річки Мста)
- Комплекс «Погост»
- Комплекс млинів
- Поозерський сектор
- Північно-східний сектор
- Південно-західний сектор

За наказом облвиконкома 16 травня 1967 р. музей Вітославлиці став філією Новгородського історико-архітектурного музею-заповідника. За форматом це був архітектурно-етнографічний музей просто неба. Усі сектори музею, окрім Південно-західного, розташовані на єдиній наскрізній туристичній магістралі, що досить зручно для відвідин та екскурсій.
Була посилена дослідницька і збирально-рятівна діяльність музею, що робив експедиції в віддалені кути області. Тепер експедиції відшукували як цілі комплекси, так і окремі пам'ятки, етнографічні речі, бо вже було куди звозити експонати. Серед перевезених — рублена хата М. Д. Єкимової із села Ришева (вже призначена до руйнування), церква Різдва із села Передок (датована 1531 роком), Микільська церква із села Тухоль 17 століття та ін.

## Музейне розпланування

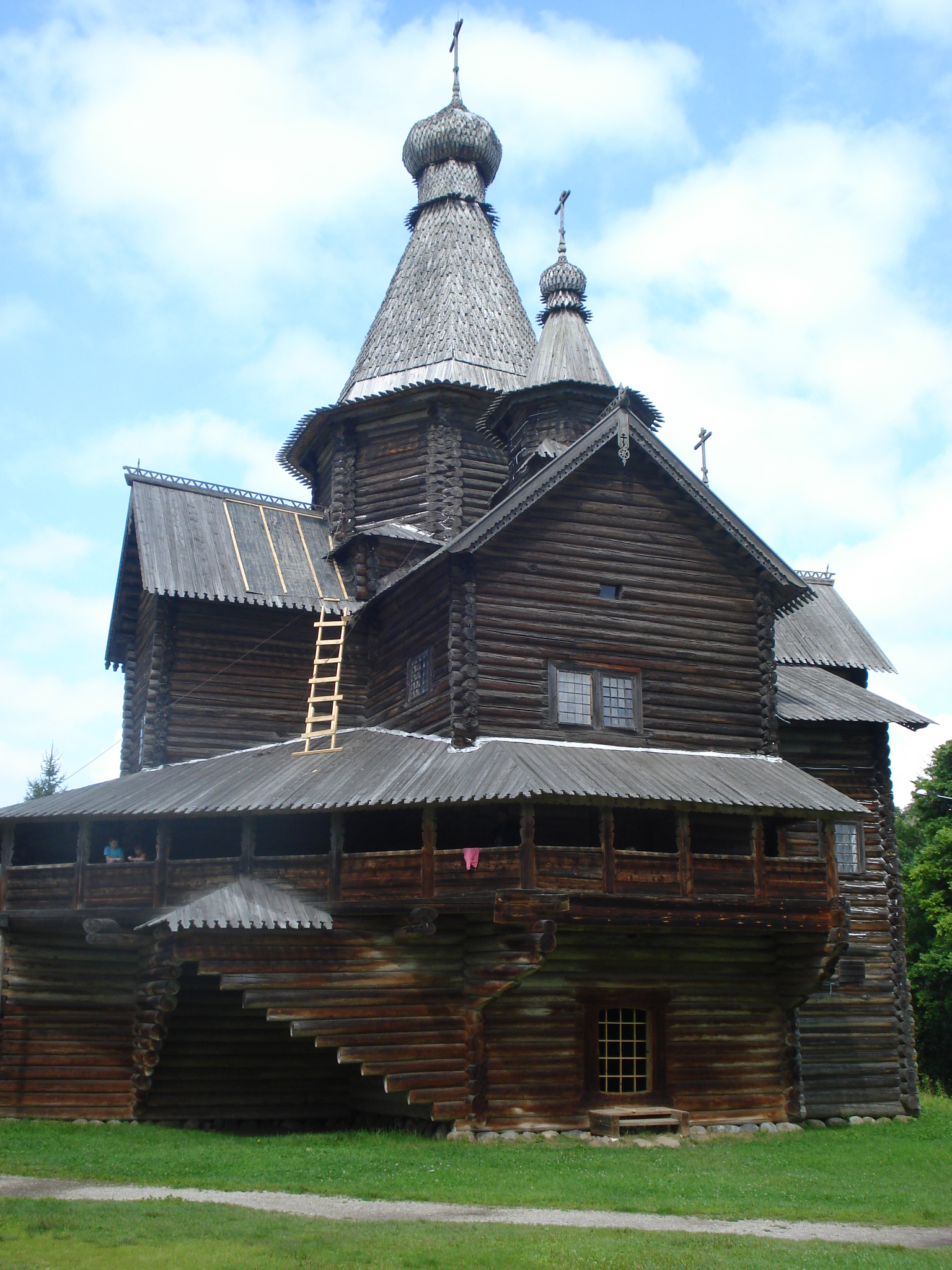
Церква Різдва Богородиці із села Передки, 16 ст.

Динаміка створення музею значно зросла навіть за тридцять років існування музею. За первісним планом на 1960-ті роки мали перенести близько двадцяти (20) різних пам'яток. Років через 15 їх вже було близько сорока (40), до початку 1990-х кількість наблизилась до сотні (100). Регулярне розпланування селищ намагались силомиць запровадити з 18 ст., але радіально-центричного розпланування (з церквою на площі на віялом вулиць від неї) в області не помічено, тому подібного розпланування нема і в музеї.
Власні особливості мали Дем'янський та Валдайський райони області. Ліси тут належали або державі, або приватним власникам, тому рубати їх забороняли з 19 ст., або будматеріал дорого коштував. З 1870-х рр. селяни налагодили тут випалення власної цегли, а в селах переважають або дерев'яно-цегляна, або тільки цегляна забудова 1870–1920-х років. Перевезення декількох цегляних споруд теж планується музеєм в Мстинській сектор. Шатрова церква Успіння Богородиці із села Куріцко відновлена в музеї ніби на околиці, біля озера М'ячино та річки Волхов, приблизно в тому ж оточенні, в якому колись і існувала. Микільську церкву із села Мякішево встановили на ділянці, призначеній для старовинного «цвинтаря». Для Микільської церкви із села Тухоль навіть готували ландшафт в центрі заповідника: підвищили схил, створили огорожу з валунів, досадили в гаю ялини і створили новий, невеличкий став. Три інші церкви — Різдва Богородиці (село Передок), Успенска церква (село Нікуліно) та Микільська з Високого Острову утворюють спільну групу.
Проведені розкопки на території колишніх споруд Пантелеймонівського монастиря. Бажано відтворити і його зруйновану церкву. На головному маршруті опинились і дві кам'яні споруди колишньої садиби поміщиків Семевських, які пристосовані для адміністративного використання. Вітряки стоять на півночі від Юріївського монастиря, з територією якого межує музей народної дерев'яної архітектури Новгородської області.

## Київ і Вітославлиці
І колишня володарка земель і сельця, і музей мали відношення до Києва. Графиня А. О. Орлова-Чесменська, релігійно налаштована особа, відвідувала Києво-Печерський монастир і дала гроші на створення нового іконостаса з бронзи замість дерев'яного в Успенському соборі.
В квітні 1977 р. саме в Києві науковці з Новгорода оприлюднили методику та тези створення музею Вітославлиці. Виїзна нарада Міністерства культури СРСР там їх і ухвалила.

## Галерея

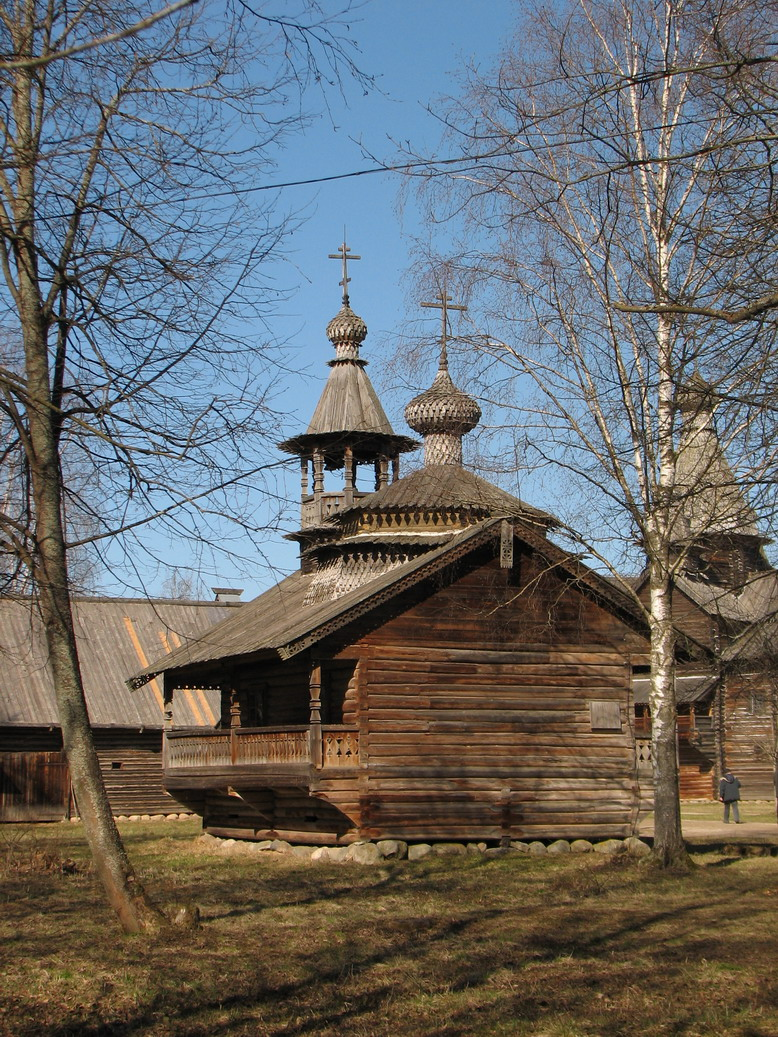

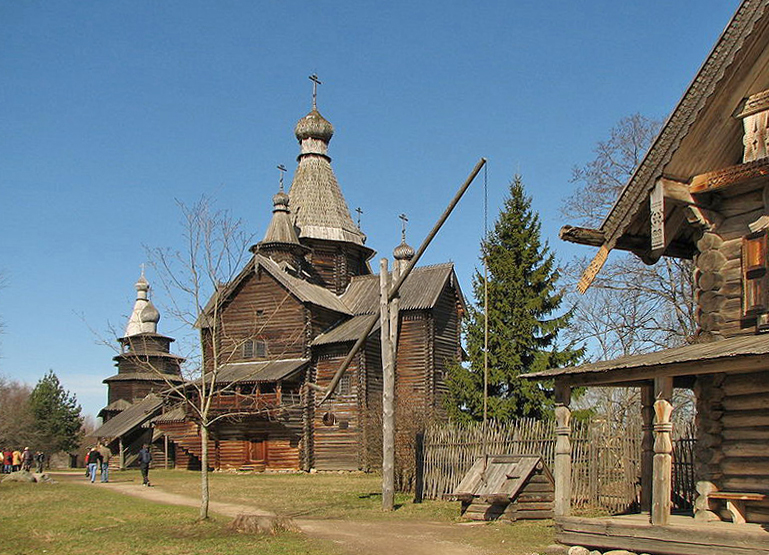
Церква і криничний журавель
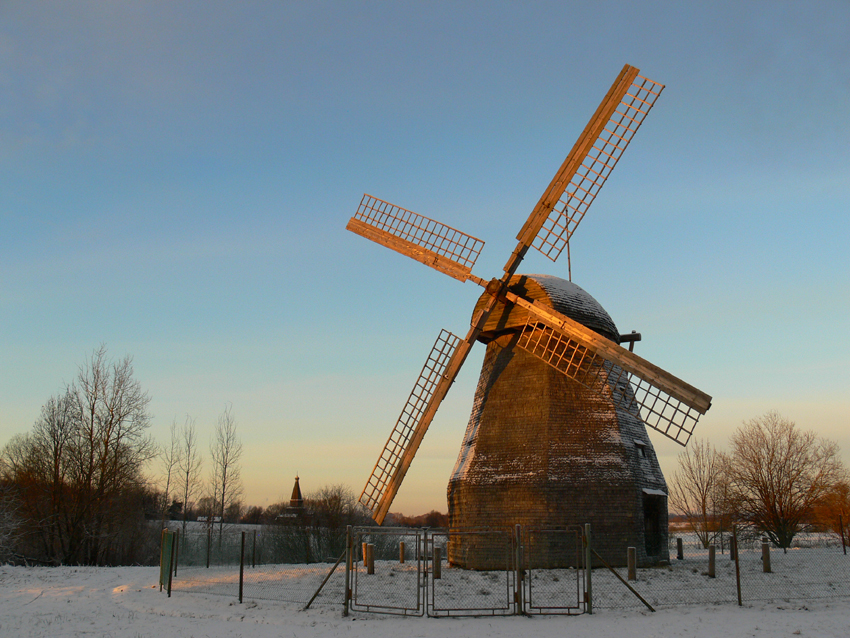
Шатровий вітряк
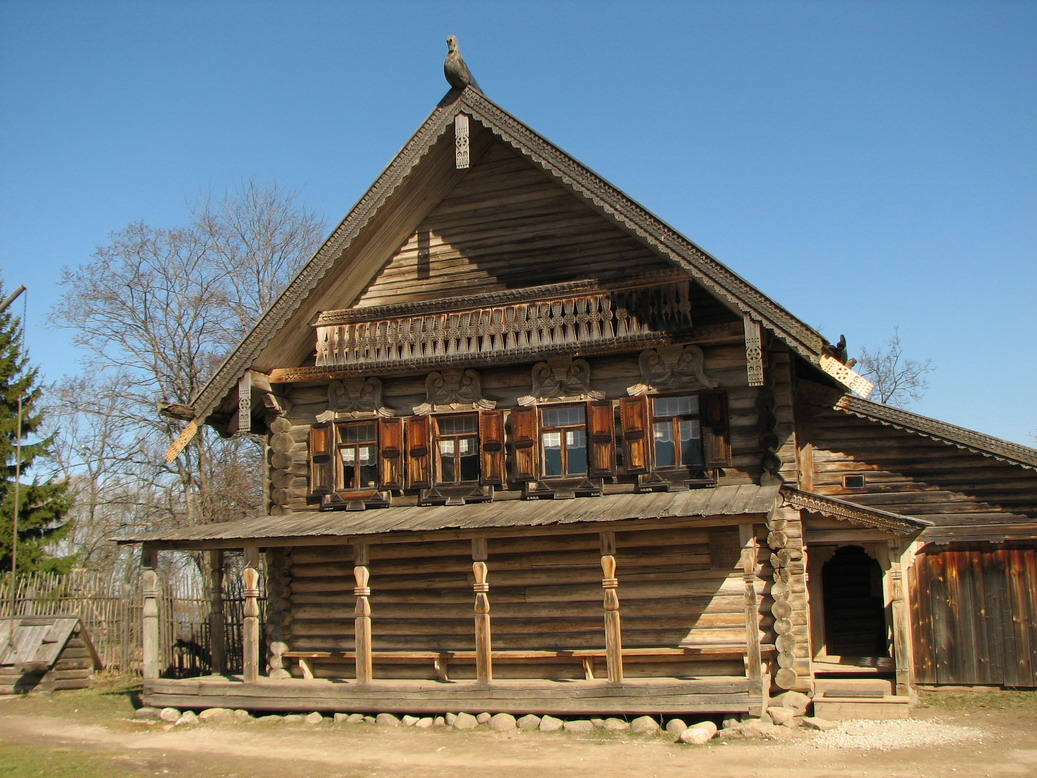
Рублена хата
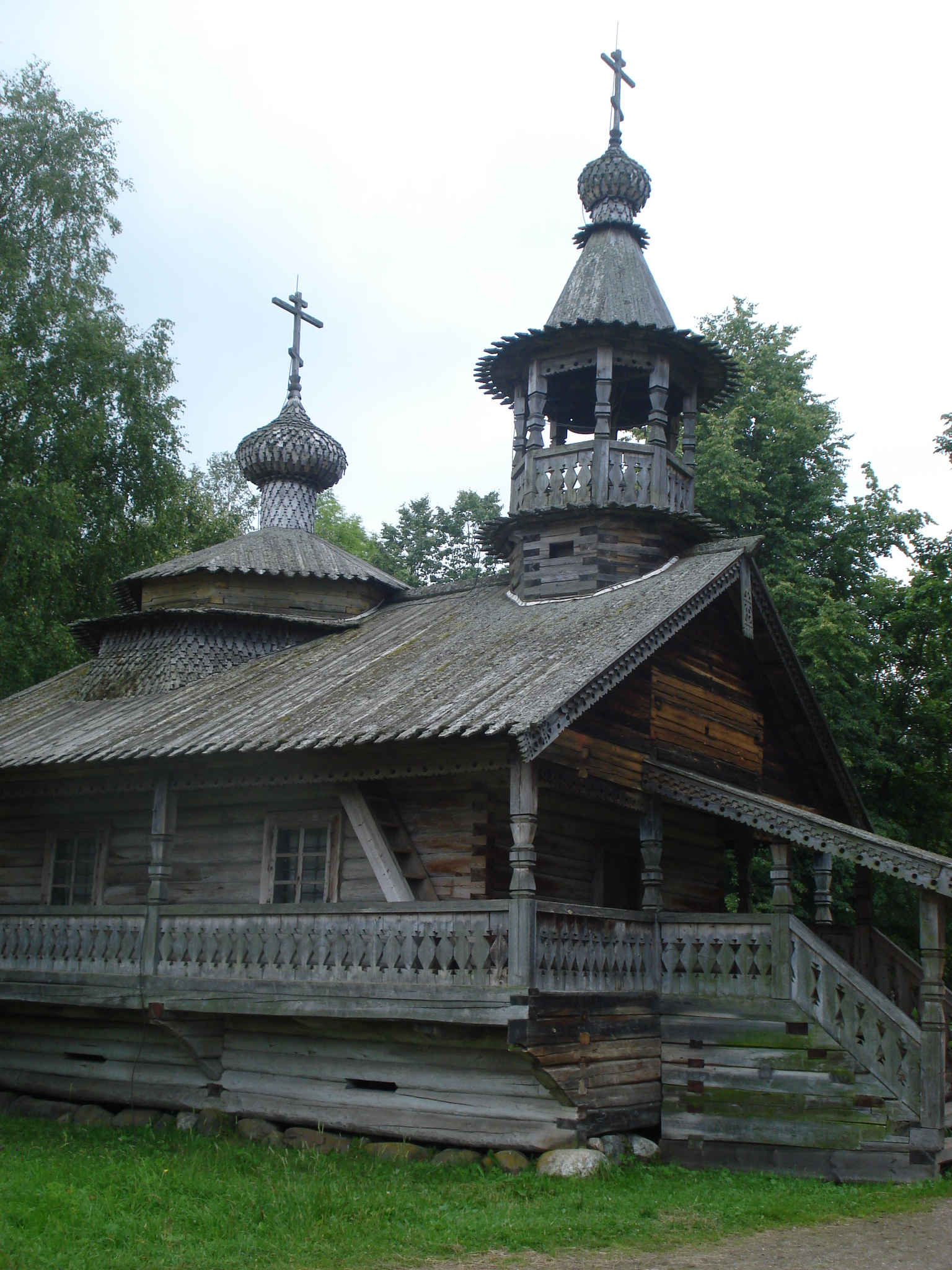
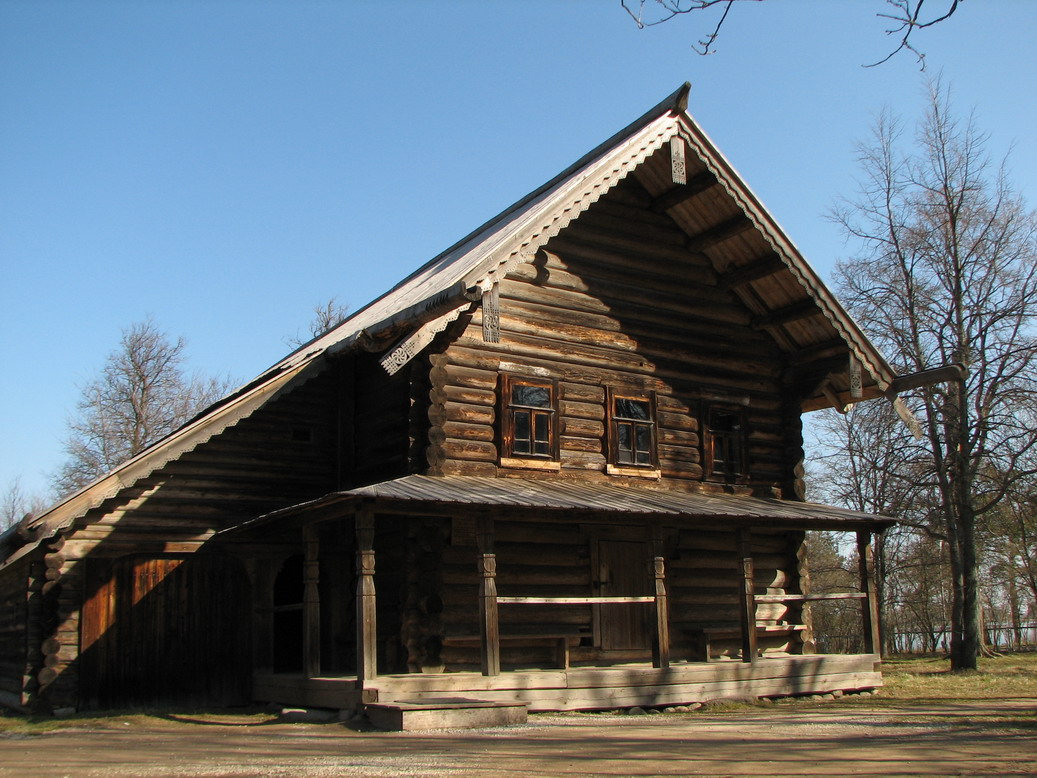
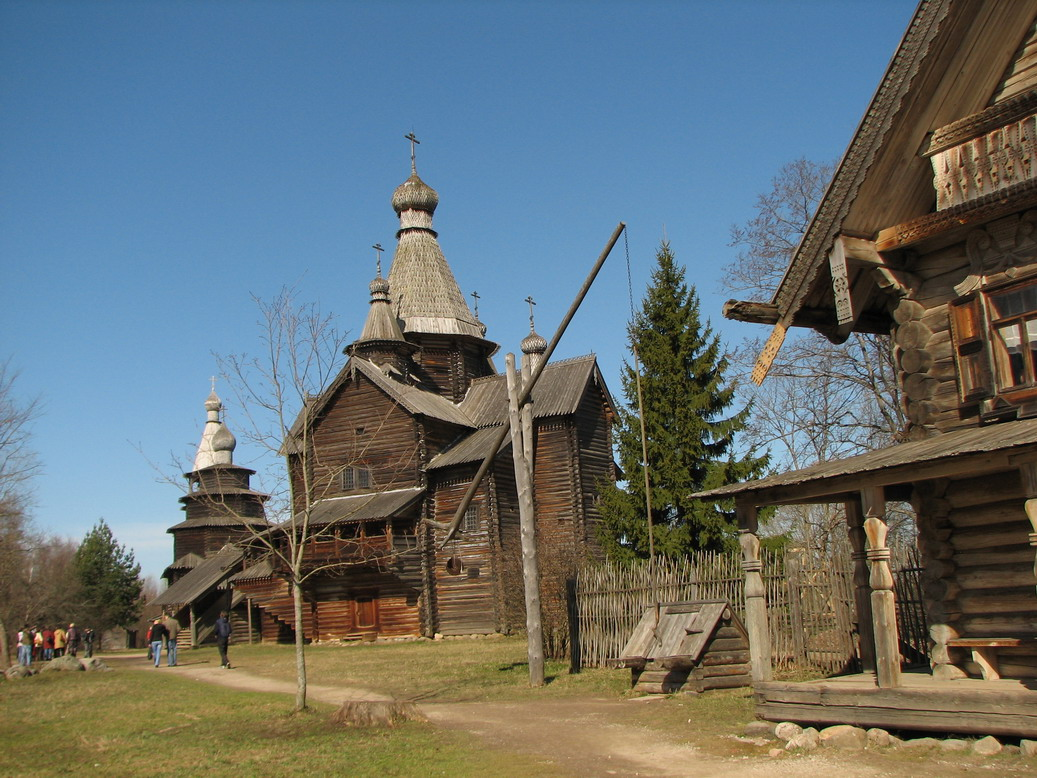
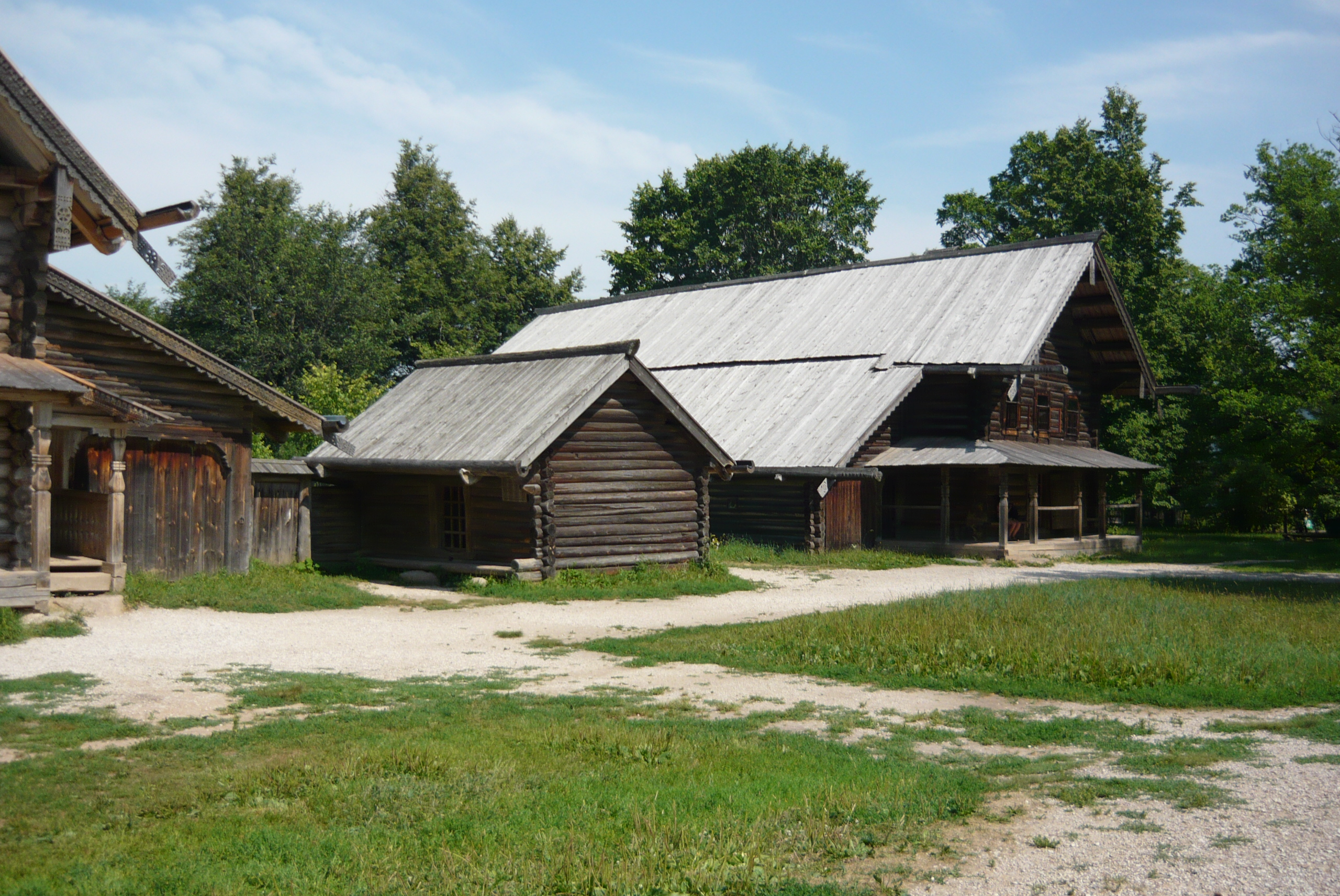
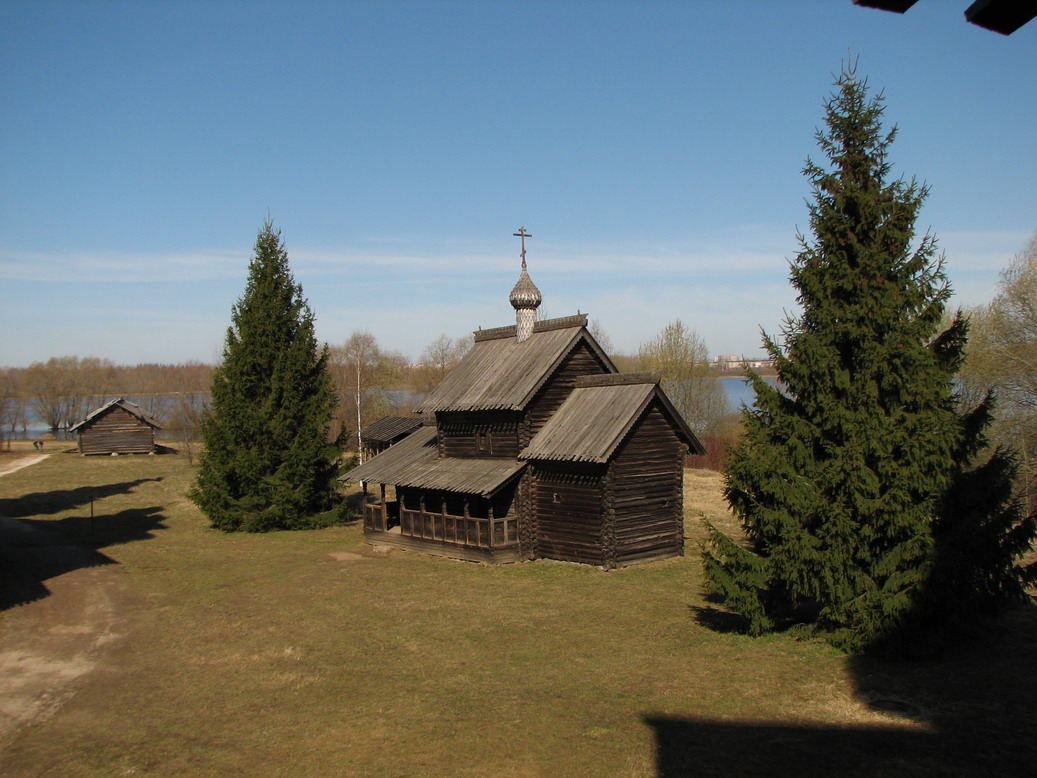
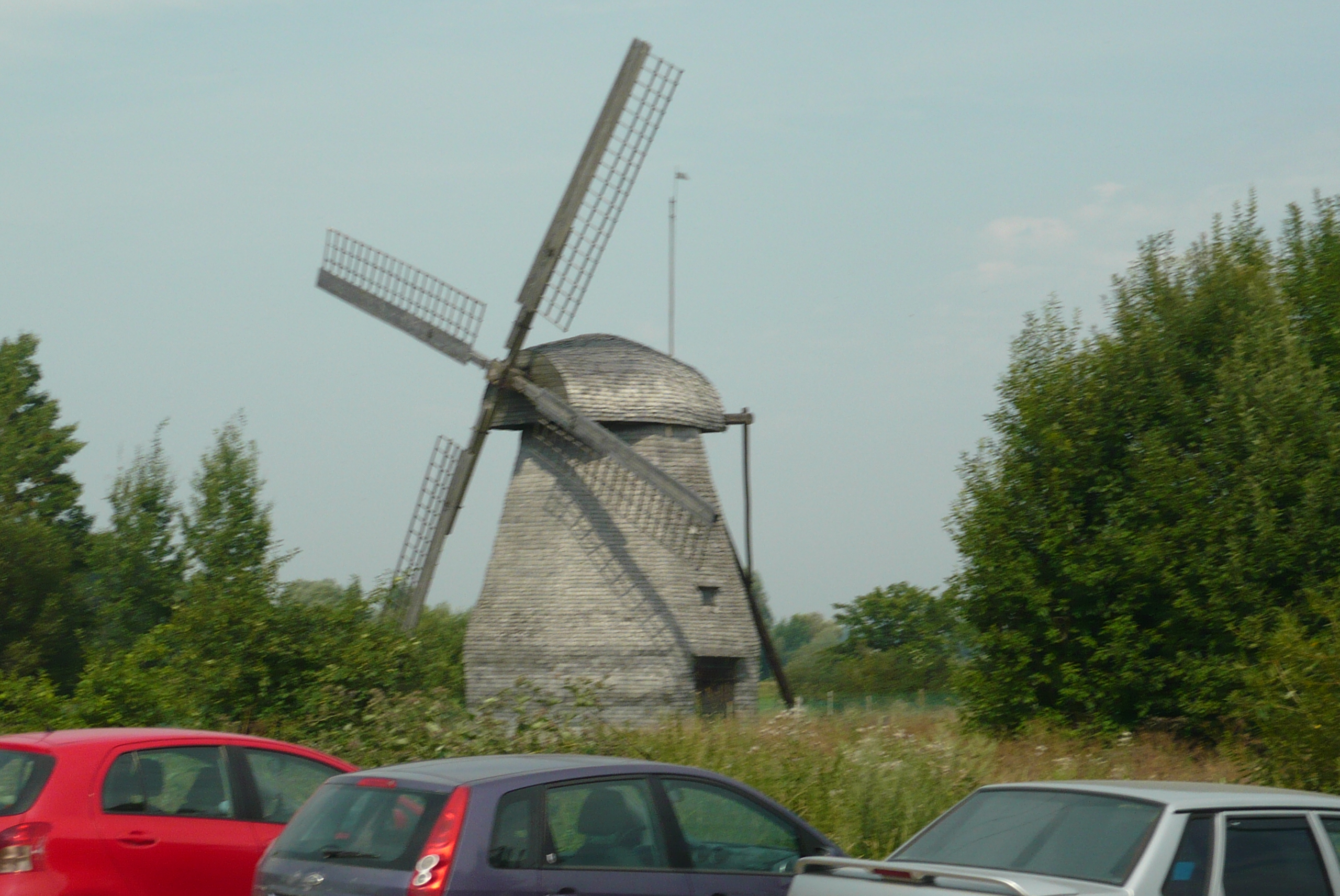